# Deinopis granadensis
Espèce
Synonymes
- Dinopis granadensis Keyserling, 1879

Deinopis granadensis est une espèce d'araignées aranéomorphes de la famille des Deinopidae.

## Distribution
Cette espèce est endémique de Colombie.

## Description
Le mâle mesure 13,0 mm et la femelle 16,2 mm.

## Étymologie
Son nom d'espèce, composé de granad[a] et du suffixe latin -ensis, « qui vit dans, qui habite », lui a été donné en référence au lieu de sa découverte, la Nouvelle-Grenade.

## Publication originale
- Keyserling, 1879 : Neue Spinnen aus Amerika. Verhandlungen der Kaiserlich-Königlichen Zoologisch-Botanischen Gesellschaft in Wien, vol. 29, p. 293-349 (texte intégral).